# Солунски говор
Солунският говор е български диалект от групата на западните рупски говори. Македонската диалектология го класифицира като солунско-воденски диалект.
Говори се в Солунско, на територията на Република Гърция. Като условно може да се раздели на два подговора - първият е най-характерен за говора на селата Сухо и Зарово, а вторият - за село Висока. Някои автори причисляват говорите от тези села в отделен диалект - богдански говор, по името на Богданска планина, където те се намират.
Смята се, че днешният диалект е пряк наследник на старобългарския говор, използван от Кирил и Методий през IX век.

## Характеристики
Както почти всички български диалекти, в солунския говор прасляванските *tj и *dj преминават в шт, жд: къ̀шта, в’èжди.
- Наличие на двойно ударение: цàрицàта, кòшницàта, кàжувàха.
- Наличие на назализми – заместници на ѫ и ѧ: дъмп (дъб), съ̀мбута (събота), въ̀нжи (въже), мънч (мъж), грèнда (греда), пент’ (пет).
- Засилена употреба на ê (широко е):
  - като застъпник на стб. ѣ: д’ềду (дядо), бр’êк (бряг)
  - вместо гласна a след шушкава съгласна: шềрка (шарка), чềша (чаша)
  - понякога и като застъпник на стб. ѧ: м’ềсу (месо)
- ъ като застъпник на стб. ы: бъл (бил), сън (син).
- Меки съгласни в края на думите: сол’, ден’, дèсит’.
- Подобно на книжовното ще, в солунския говор се използва частица за за образуване на форми за бъдеще време: за кàжа, за стàни.
- По отношение на членното окончание за мъжки род:
  - За единствено число се срещат две форми -о и -от (двете форми са преобладаващи за подговорите на съответно Сухо и Висока), които в неударена позиция се редуцират до -у и -ут: дин’ò (денят), врахòт (върхът), кòн’у (конят), л’ềбут (хлябът).
  - За множествено число -ту: кòкалèту (кокалите), òблац’èту (облаците), бр’ềгувèту (бреговете).
- Глаголите от I и II спрежение обикновено окончават на -м за 1 л. ед. ч. сег. време: п’èрам (пера), хòд’ам (ходя), хрàн’ам (храня). В редки случаи и на -а: гòст’а (гостя), хòд’а (ходя).
- Лични местоимения за 3 л., имен. пад.: той, т’а, тузѝ, тус, т’е.
- Въпросително местоимение (кой, който): кутрѝ, което се скланя по род и число.